# Tritonia callogorgiae
Tritonia callogorgiae — вид голозябрових молюсків родини Tritoniidae. Описаний у 2020 році.

## Назва
Видова назва callogorgiae вказує на живлення молюска коралом Callogorgia verticillata

## Поширення
Ендемік Середземного моря. Відомий лише у типовому місцезнаходженні — південь Адріатичного моря за 30 км південніше чорногорського міста Бар на глибині 420—426 м.